# Humber Heavy Utility 1940
L'Humber Heavy Utility 1940 è stato, unitamente al Ford C11F ADF 4x2 canadese, il veicolo comando e trasporto inglese standard durante la seconda guerra mondiale.
A differenza del secondo era un veicolo 4x4. Conosciuta con il nome di "Box" (scatola), venne ampiamente usato a partire dal maggio 1941 in poi per compiti di mezzo comando ed incursioni.
Si presentava come una macchina robusta, simile più ad un autocarro in miniatura che non ad una giardinetta. Dotata di una struttura d'acciaio in un corpo unico tra il motore e l'abitacolo, aveva sei posti e quattro porte, con un tavolo per la consultazione delle mappe. Esisteva anche una versione telonata per l'uso nel deserto.
Con un motore a benzina da 85 hp aveva una considerevole mobilità e poteva resistere a logoranti servizi, tanto che venne tenuto in servizio fino alla fine degli anni cinquanta.